# Куманьков, Антон Евгеньевич
Антон Евгеньевич Куманьков (17 февраля 1958 — 3 августа 2010) — советский и российский художник (пейзажист, портретист, график, сценограф, иллюстратор), член Союза художников России и Союза театральных деятелей России, член Общественного совета при главе управы района Арбат по культурному наследию.

## Биография
Антон Евгеньевич Куманьков родился в 1958 году в семье художника Евгения Куманькова. Среди его родственников — профессор социологии Никита Покровский, который так же, как и он, является прямым потомком Николая Александровича Качалова. Окончил Московскую среднюю художественную школу имени В. И. Сурикова (1977), после чего окончил графический факультет Московского государственного художественного института имени В. И. Сурикова (1983).
С 1985 по 1988 год стажировался в Творческой мастерской графики академика Ореста Верейского Российской академии художеств.
Погиб в Москве в дни аномальной жары и дымового удушья августа 2010 года. Похоронен в подмосковном селе Мелихово (Чеховский район).

## Творчество
В сферу творческих интересов художника входили самые разнообразные жанры:
- портреты (детей, актёров, музыкантов, писателей)[1];
- иллюстрации книжных изданий (издательства «Современник», «Детская литература», «Малыш», «Harper Collins» и др.)[4];
- пейзажи;
- оформление спектаклей[4];
- анималистика[3].

Отдельно стоит отметить серию портретов актёров Малого театра (в собрании Малого театра) и серию портретов американских детей «Чужих детей не бывает».

## Выставки
- 1984 — Архитектурно-исторический музей (Звенигород);
- 1985 — Центральный дом актера ВТО (Москва);
- 1985 — редакция журнала «Смена» (Москва);
- 1985 — Академия педагогических наук (Москва);
- 1987 — Дом дружбы с народами зарубежных стран (Москва);
- 1987 — выставочный зал Колледжа Миддлберри (Вермонт);
- 1987 — Бостонский музей изящных искусств;
- 1987 — галерея детского театра Миннеаполиса);
- 1988 — картинная галерея корпорации «ПепсиКо» (штат Нью-Йорк);
- 1990 — столичный детский музей (Вашингтон);
- 1991 — Конгресс центр «Опри-ленд» (Нэшвилл);
- 1992—1998 — галерея корпорации «Старки» (Миннеаполис);
- 1992—1998 — центр Томаса Джефферсона (Шарлотсвилл, Виргиния);
- 1994 — галерея «Имидж» (Москва)[6];
- 1995—2000 — постоянная экспозиция выставки портретов «Актеры Малого театра» (Филиал Государственного Академического Малого театра, Москва);
- 1995 — театр Юозаса Мильтиниса (Паневежис, Литва);
- 1998, 2004 — редакция журнала «Наше наследие»;
- 1999, 2000 — Союз театральных деятелей России (Москва);
- 2001 — галерея «Колорит» (Москва);
- 2002 — ЦДРИ (Москва);
- 2004 — Выставочный зал Исполкома Российской партии Жизни (Москва)[4];
- 2008 — Библиотека «Дом А. Ф. Лосева» (Москва)[8];
- 2010 — Выставочный зал Музея А. С. Пушкина на Арбате (Москва)[9];
- 2011 — ЦДРИ (Москва)[10];

## Награды и премии
- Ежегодная премия журнала «Смена» (1985, 1986);
- Премия Британского совета за лучшее оформление английской литературы (1997);
- Диплом Академии художеств России (2002);
- лауреат премии «Общественное признание» в номинации «Человек года ЦАО»[11].

## Сочинения
- Благослови детей и зверей. — М., 2009.

## Цитаты
О портрете как жанре:

Портрет предельно сближает внутренний мир портретируемого и художника. Иначе нельзя. Иначе не получится хорошего результата. Кроме того, искусство портрета насчитывает в своей истории более двух тысячелетий. И в этом тоже есть своя притягательность.
О своём творчестве:

Я делаю много портретов. Но когда я принимаюсь за портретную работу, то среди моих моделей могут быть самые простые люди, которых я встречаю где угодно: в гостях, на улице, в поездках. Нередко это бывают известные деятели искусства, политики, бизнесмены, ученые.
Николай Левичев об Антоне Куманькове:

Он способен разглядеть и запечатлеть то, что другие художники увидеть не могут.